# Estación de Ayora
Ayora es una estación de las líneas 5 y 7 de Metrovalencia. Se encuentra en la plaza Organista Cabó.
Del 27 de junio al 31 de agosto de 2025, por obras de mejora en la infraestructura, el tramo de metro entre las estaciones de Aragó y Marítim permanecerá cerrado.

## Historia
Fue inaugurada el 30 de abril de 2003 como parte del primer tramo de la línea 5, siendo cabecera de la línea hasta la inauguración de la estación de Marítim.